# Griechische Basketballnationalmannschaft
Die griechische Basketballnationalmannschaft repräsentiert die Republik Griechenland bei internationalen Spielen oder bei Freundschaftsspielen. Ihre bisher größten Erfolge waren die Europameisterschaftssiege 1987 und 2005 sowie die Vize-Weltmeisterschaft 2006.

## Titel
- Weltmeisterschaft
  - Silber (1×): 2006
- Europameisterschaft
  - Gold (2×): 1987, 2005
  - Silber (1×): 1989
  - Bronze (2×): 1949, 2009
- Stanković Cup
  - Gold (1×): 2006
- Mittelmeerspiele:
  - Gold (1×): 1979
  - Silber (4×): 1991, 2001, 2005, 2009
  - Bronze (3×): 1955, 1971, 1987

## Abschneiden bei internationalen Turnieren

### Olympische Spiele
Zum ersten Mal an den Olympischen Spielen hat Griechenland 1952 im finnischen Helsinki teilgenommen. Bis 1996 sollte dies die einzige Teilnahme des Landes sein. Nach 1996 nahm Griechenland auch 2004 an den Wettbewerben im eigenen Land teil und erreichte dabei jeweils den fünften Platz.
| - 1936 – nicht teilgenommen - 1948 – nicht teilgenommen - 1952 – 17. Platz - 1956 – nicht teilgenommen - 1960 – nicht teilgenommen - 1964 – nicht teilgenommen - 1968 – nicht teilgenommen - 1972 – nicht teilgenommen - 1976 – nicht teilgenommen | - 1980 – nicht teilgenommen - 1984 – nicht teilgenommen - 1988 – nicht teilgenommen - 1992 – nicht teilgenommen - 1996 – 5. Platz - 2000 – nicht teilgenommen - 2004 – 5. Platz - 2008 – 5. Platz - 2012 – nicht teilgenommen | - 2016 – nicht teilgenommen - 2020 – nicht teilgenommen - 2024 – 8. Platz |

### Weltmeisterschaften

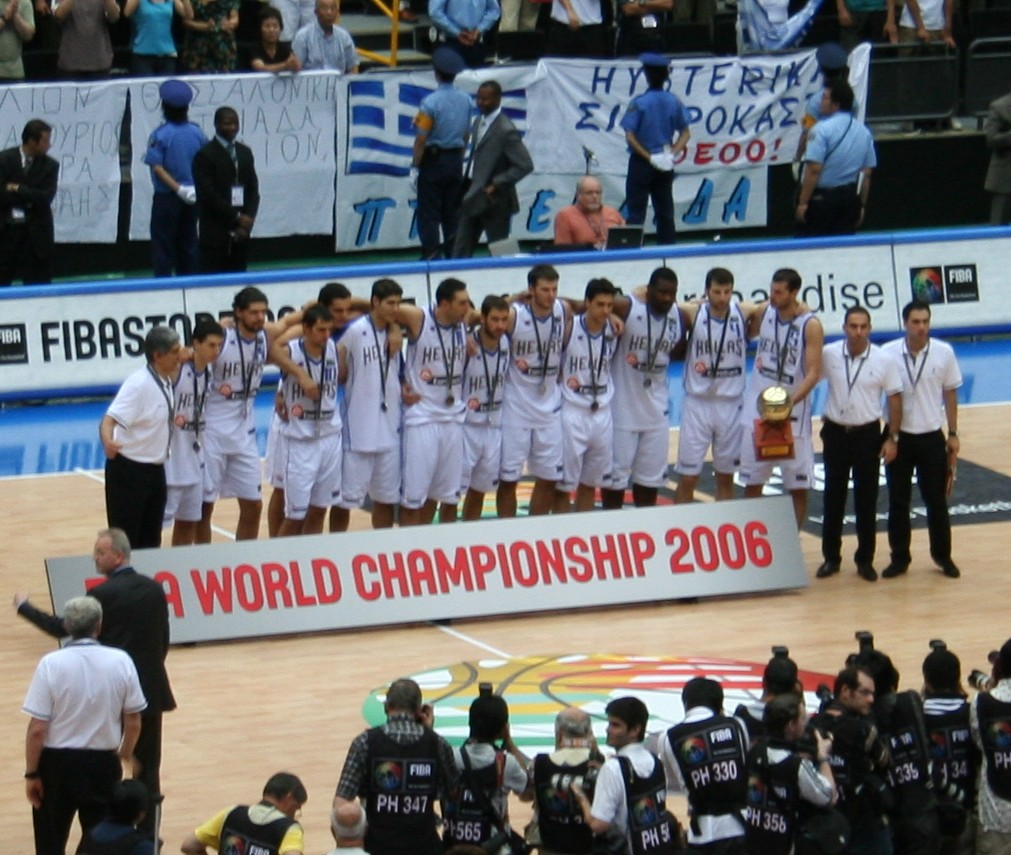
Vizeweltmeisterschaft 2006

An einer Weltmeisterschaft nahm die griechische Nationalmannschaft erstmals 1986 teil und erreichte dort den zehnten Platz. Seitdem verpasste Griechenland lediglich die Endrunde 2002 in den Vereinigten Staaten und schaffte es, dabei sich immer auf den vorderen Rängen zu platzieren. Während Griechenland 1994 und im eigenen Land 1998 zwar jedes Mal den Sprung ins Halbfinale schaffte, verloren sie in Folge ihre Spiele und schlossen beide Turniere lediglich mit dem vierten Platz ab. 2006 bei der Weltmeisterschaft in Japan gewann Griechenland die Silbermedaille und setzte sich dabei auf dem Weg ins Finale unter anderem gegen die hoch favorisierte Auswahl der USA durch.
| - 1950 – nicht teilgenommen - 1954 – nicht teilgenommen - 1959 – nicht teilgenommen - 1963 – nicht teilgenommen - 1967 – nicht teilgenommen - 1970 – nicht teilgenommen - 1974 – nicht teilgenommen - 1978 – nicht teilgenommen - 1982 – nicht teilgenommen | - 1986 – 10. Platz - 1990 – 6. Platz - 1994 – 4. Platz - 1998 – 4. Platz - 2002 – nicht teilgenommen - 2006 – Silbermedaille - 2010 – 11. Platz - 2014 – 9. Platz - 2019 – 11. Platz | - 2023 – 15. Platz |

### Europameisterschaften

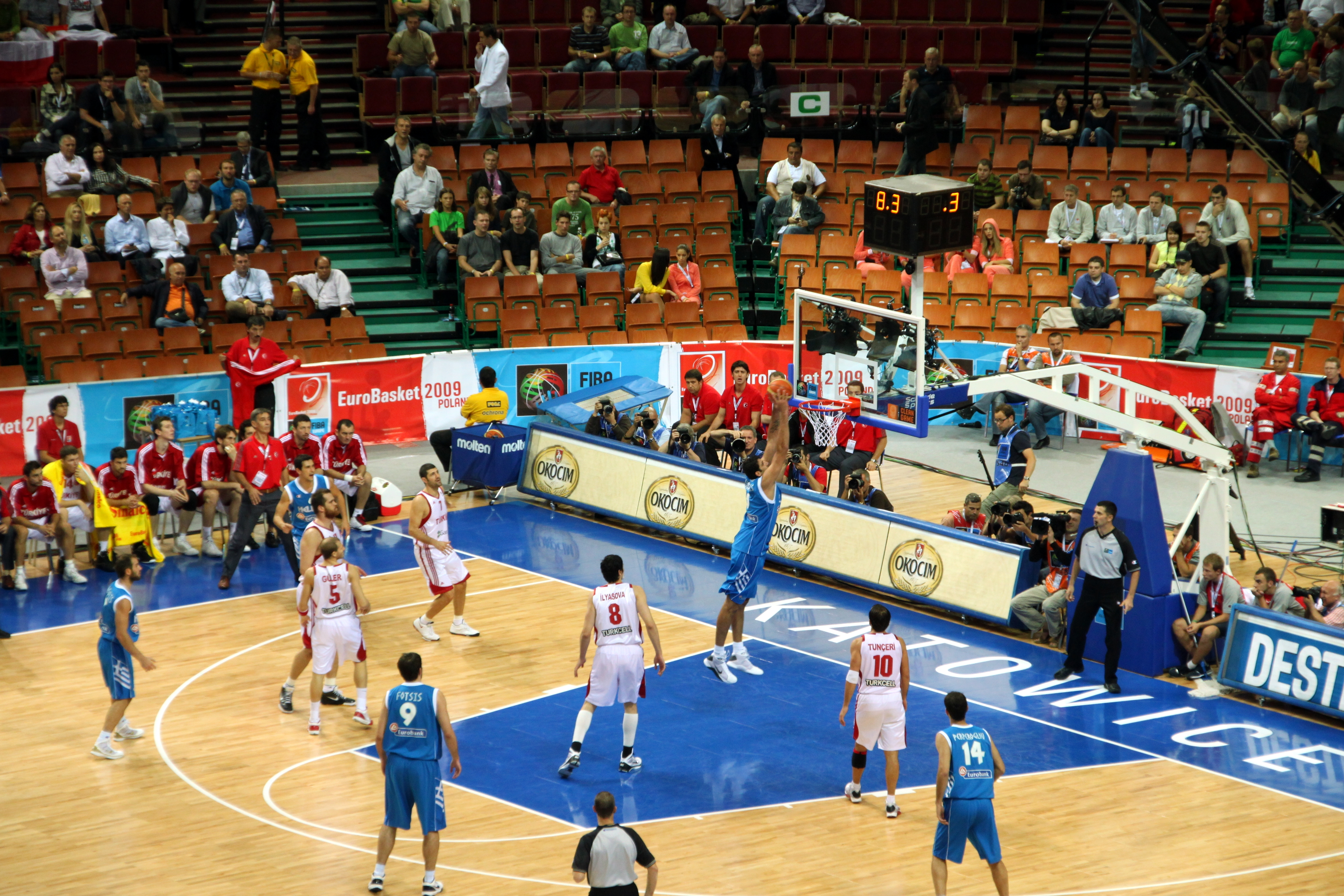
Szene aus der Begegnung Griechenland-Türkei (EM 2009)

Zum ersten Mal nahm die griechische Nationalmannschaft 1949 an einer Europameisterschaft teil und errang dort auf Anhieb den dritten Platz. In Folge nahm Griechenland bis 1985 nur unregelmäßig an den Endrunden teil und hatte keine besonderen Erfolge vorzuweisen. Der erste große Erfolg, der in Griechenland den Durchbruch für die Nationalmannschaft bedeuten sollte, war die gewonnene Europameisterschaft von 1987. Im eigenen Land besiegte Griechenland dabei im Finale nach Verlängerung die hoch favorisierte Mannschaft aus der Sowjetunion mit 103:101. Star dieses Turnier war die, bis heute, größte griechische Sportikone Nikos Galis, der zum MVP des Turniers gewählt wurde. Bei dem darauf folgenden Turnier von 1989 erreichte Griechenland abermals das Finale, musste sich dort jedoch der Mannschaft Jugoslawiens geschlagen geben die, angeführt von ihrem Star Dražen Petrović, ohne eine Niederlage das Turnier gewinnen konnten. Mit der Silbermedaille von 1989 festigte Griechenland seine zwei Jahre zuvor erreichte Position unter Europas führenden Basketballnationen. Seitdem verpasste die griechische Nationalmannschaft bis heute keine Endrunde bei Europameisterschaften und landete dabei in der Regel immer auf den vorderen Rängen. 2005 gewann Griechenland in Serbien schließlich seine zweite Goldmedaille, nachdem man im Finale die deutsche Nationalmannschaft mit 78:62 schlagen konnte. Die Verteidigung des Titels beim folgenden Turnier scheiterte mit der Niederlage gegen Spanien im Halbfinale. Auch das Spiel um Platz 3 gaben die Griechen folgend an die Mannschaft von Litauen ab. 2009 scheiterte die Nationalmannschaft Griechenlands erneut im Halbfinale am späteren Europameister Spanien. Während man, an eigenen Ansprüchen gemessen, zwei eher enttäuschende Platzierungen bei den Turnieren 2011 und 2013 erreichte. Waren 2015 die Erwartungen, nachdem alle nominierten Spieler ihre Zusage zur Teilnahme am Turnier angekündigt hatten, mit dem Erreichen einer Platzierung unter den ersten drei wieder höher gesteckt. Diese Hoffnung beendete im Viertelfinale erneut die spanische Mannschaft, welche die Griechen knapp mit 73:71 Punkten bezwingen konnten. Nach dem Erreichen von Rang 5 gab Vasilis Spanoulis, Kopf und Führungsspieler dieser Auswahl, seinen Rücktritt aus der Nationalmannschaft bekannt.
| - 1947 – nicht teilgenommen - 1949 – Bronzemedaille - 1951 – 8. Platz - 1953 – nicht teilgenommen - 1955 – nicht teilgenommen - 1957 – nicht teilgenommen - 1959 – nicht teilgenommen - 1961 – 17. Platz - 1963 – nicht teilgenommen - 1965 – 8. Platz - 1967 – 12. Platz - 1969 – 10. Platz - 1971 – nicht teilgenommen | - 1973 – 11. Platz - 1975 – 12. Platz - 1977 – nicht teilgenommen - 1979 – 9. Platz - 1981 – 9. Platz - 1983 – 11. Platz - 1985 – nicht teilgenommen - 1987 – Goldmedaille - 1989 – Silbermedaille - 1991 – 5. Platz - 1993 – 4. Platz - 1995 – 4. Platz - 1997 – 4. Platz | - 1999 – 16. Platz - 2001 – 9. Platz - 2003 – 5. Platz - 2005 – Goldmedaille - 2007 – 4. Platz - 2009 – Bronzemedaille - 2011 – 6. Platz - 2013 – 11. Platz - 2015 – 5. Platz - 2017 – 8. Platz - 2022 – 5. Platz - 2025 – qualifiziert |

### Mittelmeerspiele
Als Mittelmeeranrainer nahm Griechenland stets an den Mittelmeerspielen teil. Den größten Erfolg der Nationalmannschaft stellt die Goldmedaille aus dem Jahr 1979 dar. Des Weiteren konnten vier Silber- (1991, 2001, 2005, 2009) sowie drei Bronzemedaillen (1955, 1971, 1987) gewonnen werden.

## Statistiken

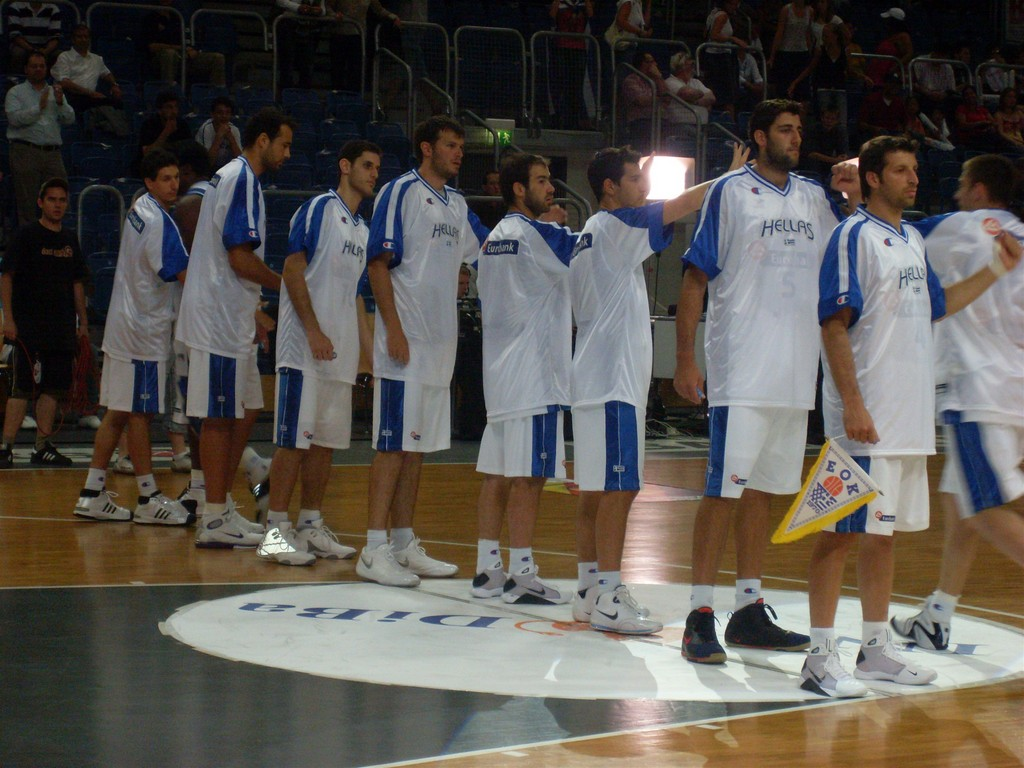
Nationalmannschaft im Juli 2008

### Rekordnationalspieler
| Platz | Spieler                 | Spiele[1] |
| ----- | ----------------------- | --------- |
| 1     | Panagiotis Giannakis    | 351       |
| 2     | Panagiotis Fasoulas     | 244       |
| 3     | Theofanis Christodoulou | 220       |
| 4     | Nikolaos Zisis          | 189       |
| 5     | Georgios Sigalas        | 185       |
| 6     | Antonios Fotsis         | 184       |
| 7     | Liveris Andritsos       | 182       |
| 8     | Dimitrios Kokolakis     | 178       |
| 9     | Ioannis Bourousis       | 174       |
| 10    | Nikos Galis             | 168       |

### Erfolgreichste Korbjäger

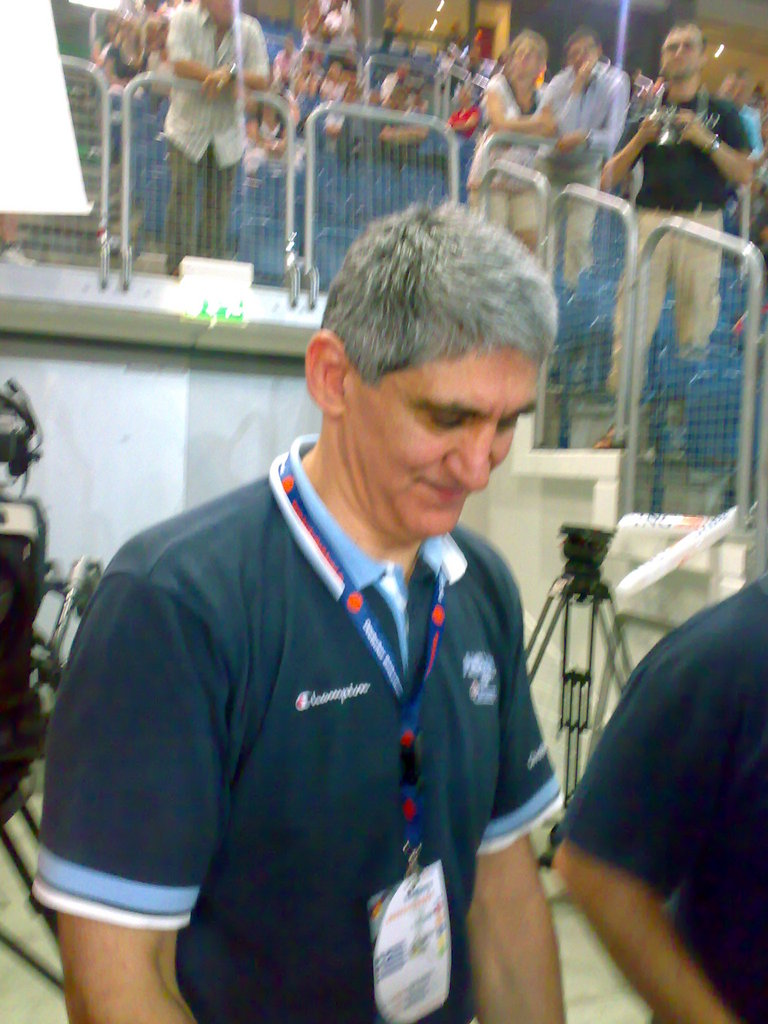
Panagiotis Giannakis

| Platz | Spieler                 | Punkte[2] |
| ----- | ----------------------- | --------- |
| 1     | Panagiotis Giannakis    | 5301      |
| 2     | Nikos Galis             | 5120      |
| 3     | Panagiotis Fasoulas     | 2380      |
| 4     | Theofanis Christodoulou | 2269      |
| 5     | Panagiotis Koroneos     | 1832      |
| 6     | Georgios Kolokithas     | 1807      |
| 7     | Antonios Fotsis         | 1734      |
| 8     | Ioannis Bourousis       | 1644      |
| 9     | Vasilios Goumas         | 1641      |
| 10    | Georgios Kastrinakis    | 1616      |

### Sonstiges
- Der Spieler mit...
  - den meisten Punkten in einem Spiel: Nikos Galis, 53 Punkte, 5. Juli 1986[3]
  - dem höchsten Punkteschnitt pro Spiel: Nikos Galis, 30,46
  - den meisten Medaillen: Antonios Fotsis, Vasilios Spanoulis, Nikolaos Zisis, je 3 (EM-Gold 2005, WM-Silber 2006, EM-Bronze 2009)
- Die höchsten Siege in der Geschichte:

| Gegner                  | Ergebnis | Differenz | Datum      | Austragungsort | Wettbewerb                        |
| ----------------------- | -------- | --------- | ---------- | -------------- | --------------------------------- |
| Kanada                  | 123-49   | +74       | 17.08.2010 | Athen          | Akropolis-Turnier 2010            |
| Luxemburg               | 119-46   | +73       | 10.05.1980 | Vevey          | Olympisches Qualifikationsturnier |
| Libyen                  | 123-51   | +72       | 09.09.1967 | Tunis          | Mittelmeerspiele                  |
| Schweiz                 | 112-47   | +65       | 19.08.1972 | Augsburg       | Olympisches Qualifikationsturnier |
| Rumänien                | 106-48   | +58       | 07.08.2017 | Patras         | Freundschaftsspiel                |
| Libanon                 | 119-62   | +57       | 14.70.2008 | Athen          | Olympisches Qualifikationsturnier |
| Marokko                 | 115-60   | +55       | 26.06.2005 | Almería        | Mittelmeerspiele                  |
| Dänemark                | 87-33    | +54       | 04.05.1972 | Arnheim        | Olympisches Qualifikationsturnier |
| Bulgarien               | 125-73   | +52       | 16.04.1977 | ?              | Freundschaftsspiel                |
| Bosnien und Herzegowina | 103-52   | +51       | 09.06.1997 | Bari           | Mittelmeerspiele                  |

## Aktueller Kader
| Nr | Name                      | Position | Größe [cm] | Jahrgang | Verein              |
| -- | ------------------------- | -------- | ---------- | -------- | ------------------- |
| 2  | Tyler Dorsey              | Guard    | 193        | 1996     | Olympiakos Piräus   |
| 5  | Giannoulis Larentzakis    | Guard    | 196        | 1993     | Olympiakos Piräus   |
| 7  | Vasilios Toliopoulos      | Guard    | 188        | 1996     | Panathinaikos Athen |
| 10 | Konstantinos Sloukas      | Guard    | 198        | 1990     | Panathinaikos Athen |
| 11 | Panagiotis Kalaitzakis    | Forward  | 200        | 1999     | Panathinaikos Athen |
| 16 | Konstantinos Papanikolaou | Forward  | 203        | 1990     | Olympiakos Piräus   |
| 19 | Dimitrios Katsivelis      | Guard    | 198        | 1991     | AEK Athen           |
| 20 | Alexandros Samontourov    | Forward  | 210        | 2005     | Panathinaikos Athen |
| 33 | Nikolaos Chougkaz         | Forward  | 208        | 2000     | BC Andorra          |
| 34 | Giannis Antetokounmpo     | Forward  | 211        | 1994     | Milwaukee Bucks     |
| 37 | Kostas Antetokounmpo      | Center   | 208        | 1997     | Olympiakos Piräus   |
| 43 | Thanasis Antetokounmpo    | Forward  | 201        | 1992     | vereinslos          |
| 44 | Konstantinos Mitoglou     | Forward  | 210        | 1996     | Panathinaikos Athen |
| 70 | Alexandros Nikolaidis     | Guard    | 190        | 2002     | GS Marousi          |
| 74 | Omiros Netzipoglou        | Guard    | 195        | 2002     | Olympiakos Piräus   |
|    | Evangelos Zougris         | Center   | 202        | 2004     | GS Peristeri        |

- Stand: 11. August 2025

Erweiterter Kader

Zum erweiterten Kader zählen folgende Spieler:
| Name                       | Position | Größe [cm] | Jahrgang | Verein                |
| -------------------------- | -------- | ---------- | -------- | --------------------- |
| Neoklis Avdalas            | Guard    | 200        | 2006     | Virginia Tech Hokies  |
| Lefteris Bochoridis        | Guard    | 196        | 1994     | Aris Thessaloniki     |
| Nick Calathes              | Guard    | 198        | 1989     | AS Monaco             |
| Vasileios Charalampopoulos | Forward  | 204        | 1997     | Dinamo Basket Sassari |
| Emmanouil Chatzidakis      | Center   | 208        | 2000     | Kolossos Rhodos       |
| Ioannis Kouzeloglou        | Forward  | 207        | 1995     | Panathinaikos Athen   |
| Michalis Lountzis          | Guard    | 196        | 1998     | Promitheas Patras     |
| Dimitrios Moraitis         | Guard    | 196        | 1999     | Iraklis Thessaloniki  |
| Georgios Papagiannis       | Center   | 219        | 1997     | Anadolu Efes SK       |
| Nikos Rogkavopoulos        | Forward  | 203        | 2001     | Panathinaikos Athen   |
| Thomas Walkup              | Guard    | 193        | 1992     | Olympiakos Piräus     |

## Kadertiefe
| Pos. | Starter           | Bank             | Bank     |
| ---- | ----------------- | ---------------- | -------- |
| C    | Papagiannis       | Mitoglou         |          |
| PF   | Antetokounmpo, G. | Charalampopoulos |          |
| SF   | Papanikolaou      | Kalaitzakis      | Chougkaz |
| SG   | Larentzakis       | Toliopoulos      |          |
| PG   | Calathes          | Walkup           | Moraitis |

## Bedeutende ehemalige Spieler
→ Siehe auch: Liste der griechischen Basketballnationalspieler
- Fragiskos Alvertis (1990–2004, Forward, 155 Einsätze)

Zweifacher Olympiateilnehmer und langjähriger Kapitän
- Nikolaos Chatzivrettas (2000–2007, Guard, 116 Einsätze)

Europameister von 2005, Vize-Weltmeister von 2006
- Theofanis Christodoulou (1983–1997, Forward, 219 Einsätze)

Europameister von 1987, Vize-Europameister 1989
- Dimitrios Diamantidis (2001–2010, Guard, 126 Einsätze)

Europameister von 2005, Vize-Weltmeister von 2006
- Dimosthenis Dikoudis (1999–2008, Forward, 114 Einsätze)

Europameister von 2005, Vize-Weltmeister von 2006
- Panagiotis Fasoulas (1981–1998, Center, 241 Einsätze)

Europameister von 1987, Vize-Europameister 1989
- Antonios Fotsis (1999–2013, Forward, 189 Einsätze)

Europameister von 2005, Vize-Weltmeister von 2006
- Nikos Galis (1980–1991, Guard, 168 Einsätze)

Europameister von 1987, Vize-Europameister 1989, Mitglied der FIBA Hall of Fame, Europas Basketballer des Jahres 1987
- Panagiotis Giannakis (1976–1996, Guard, 351 Einsätze)

Europameister von 1987, Vize-Europameister 1989, Rekordnationalspieler mit 351 Einsätzen
- Michalis Kakiouzis (1994–2007, Forward, 115 Einsätze)

Europameister von 2005, Vize-Weltmeister von 2006
- Theodoros Papaloukas (2000–2008, Guard, 131 Einsätze)

Europameister von 2005, Vize-Weltmeister von 2006
- Vasilios Spanoulis (2001–2015, Guard, 146 Einsätze)

Europameister von 2005, Vize-Weltmeister von 2006
- Konstantinos Tsartsaris (2000–2010, Forward, 123 Einsätze)

Europameister von 2005, Vize-Weltmeister von 2006,
- Nikolaos Zisis (2001–2015, Guard, 189 Einsätze)

Europameister von 2005, Vize-Weltmeister von 2006

## Bilanz gegen Nationalmannschaften aus dem deutschsprachigen Raum
Alle Ergebnisse aus griechischer Sicht.
| Nation      | Spiele | Siege | Remis | Niederlagen | Punkteverhältnis |
| ----------- | ------ | ----- | ----- | ----------- | ---------------- |
| Deutschland | 53     | 35    | 0     | 18          | 4.290 : 4.021    |
| DDR         | 5      | 1     | 0     | 4           | 342 : 362        |
| Luxemburg   | 2      | 2     | 0     | 0           | 202 : 112        |
| Österreich  | 13     | 10    | 0     | 3           | 974 : 881        |
| Schweiz     | 9      | 8     | 0     | 1           | 751 : 547        |
| Gesamt      | 82     | 56    | 0     | 21          | 6.559 : 5.923    |

Stand: 3. Oktober 2022

## Auszeichnungen
Die italienische Sportzeitung Gazzetta dello Sport wählte die griechische Nationalmannschaft 1987 zur „Weltmannschaft des Jahres“.